# Маскота (Канзас)
Маскота (англ. Muscotah) — місто (англ. city) в США, в окрузі Атчісон штату Канзас. Населення — 155 осіб (2020).

## Географія
Маскота розташована за координатами 39°33′13″ пн. ш. 95°31′13″ зх. д. / 39.55361° пн. ш. 95.52028° зх. д. (39.553481, -95.520346).  За даними Бюро перепису населення США в 2010 році місто мало площу 0,87 км², уся площа — суходіл.

## Демографія
Згідно з переписом 2010 року, у місті мешкало 176 осіб у 69 домогосподарствах у складі 46 родин. Густота населення становила 202 особи/км².  Було 90 помешкань (103/км²).
Расовий склад населення:
| - 99,4 % — білих |

До двох чи більше рас належало 0,6 %. Частка іспаномовних становила 3,4 % від усіх жителів.
За віковим діапазоном населення розподілялося таким чином: 26,7 % — особи молодші 18 років, 57,4 % — особи у віці 18—64 років, 15,9 % — особи у віці 65 років та старші. Медіана віку мешканця становила 36,3 року. На 100 осіб жіночої статі у місті припадало 109,5 чоловіків;  на 100 жінок у віці від 18 років та старших — 108,1 чоловіків також старших 18 років.
Середній дохід на одне домашнє господарство  становив 36 813 долари США (медіана — 35 714), а середній дохід на одну сім'ю — 41 167 доларів (медіана — 40 000). За межею бідності перебувало 19,1 % осіб, у тому числі 27,4 % дітей у віці до 18 років та 0,0 % осіб у віці 65 років та старших.
Цивільне працевлаштоване населення становило 70 осіб. Основні галузі зайнятості: освіта, охорона здоров'я та соціальна допомога — 20,0 %, виробництво — 18,6 %, мистецтво, розваги та відпочинок — 17,1 %.